# Shunt patró
Un shunt patró és una resistència de baix valor, amb un rang màxim de l'ordre d'1 Ω, la seva configuració és la que s'observa a la figura núm. 1.
Es fa servir normalment en instruments de mesura connectat en paral·lel per a mesurar corrents elevats.
 Figura núm. 1 - Circuit equivalent d'una resistència de baix valor 
La resistència total del conjunt és RAB = RCA+R+RCB on:
• RCA = RCB: resistències de contacte, deguda als camins conductors entre el terminal de contacte i el resistor pròpiament dit.
• R: Resistor.
Per evitar els efectes de la resistivitat dels terminals de contacte, se solden terminals ubicats el més a prop possible de la resistència. Aquests terminals es mostren a la figura (C i D) i allí es pot apreciar el veritable valor del resistor, és a dir, RCD. Es pot apreciar que aquests últims terminals tenen la seva pròpia resistivitat (RCC i RCD) però el seu valor pot menysprear, ja que entre aquests es connectarà el voltímetre, amb resistència interna prou elevada per a considerar nul el corrent que el travessa.
Aquesta classe de resistències són molt utilitzades en mesurament de corrents elevats, en què se les coneix amb el nom de shunts. La configuració circuital emprada és la que es mostra a la figura N ° 2:

 Figura núm. 2 - Exemple de connexió d'un shunt. 
En la imatge es pot apreciar una font de corrent sinusoidal amb una resistència de càrrega terminal. Al mig s'intercala el Shunt que, en ser travessat per un corrent elevat corrent entre els seus terminals A i B, lliura una tensió proporcional entre els seus terminals C i D.
Per exemple, suposem que circula un corrent de 25 A i RSHUNT = RCA+R+RCB = 1 mΩ. Si apliquem la llei d'Ohm, obtindrem la tensió entre els terminals C i D:
{\displaystyle Vshunt=ishunt*rshunt=25A*100mohms=2.5mV\,}
A continuació poden apreciar diferents imatges de resistències de 4 terminals:
 Figura núm. 3 - Shunt construït amb un cable 
Aquí estem en presència d'un filferro de coure, del qual s'extreuen 2 terminals dels extrems del conjunt (terminals A i B) i altres 2 terminals convenientment ubicats (terminals C i D).
 Figura núm. 4 - Shunt patró. 
Shunt patró. Els terminals de major grandària equivalen als terminals A i B explicats anteriorment. La resta són els terminals C i D.
 Figura núm. 5 - Una altra classe de shunt patró. 
Cal destacar que aquest patró es troba preparat per ser submergit en oli, i es pot suportar una major dissipació de potència.